# Собор Пресвятой Девы Марии и Святого Фомы
Собор Пресвятой Девы Марии и Святого Фомы (Собор Непорочной Девы Марии и Святого Фомы Кентерберийского; англ. The Cathedral Church of Our Lady Immaculate and St Thomas of Canterbury), также известный как Нортгемптонский собор — католический собор в Нортгемптоне, Нортгемптоншир, Англия. Главная церковь епархии Нортгемптона и кафедра епископа Нортгемптона. Посвящён Деве Марии и святому Фоме Кентерберийскому.

## История
В 1823 году епископ Джон Милнер, апостольский викарий округа Мидленд, назначил отца Уильяма Фоли в Нортгемптон. Первые два года отец Фоли проводил мессы в небольшом доме, в котором одна комната использовалась как часовня. Затем он купил участок земли на месте разрушенного в XVI веке монастыря Святого Андрея, куда Томас Бекет (Фома Кентерберийский) отправился в изгнание. На этом месте была построена часовня Святого Андрея, которая открыла свои двери нортгемптонским католикам 25 октября 1825 года.
В 1840 году епископ Нортгемптона Уильям Уэринг заказал Огастесу Уэлби Пьюджину проект коллегиальной часовни Святого Феликса, поскольку часовня Святого Андрея уже не могла вместить всех прихожан. Новая часовня была построена в 1844 году. Вскоре и это здание стало слишком маленьким для растущей конгрегации, и Фрэнсис Амхерст, преемник епископа Уэринга, заказал Эдварду Уэлби Пьюджину, сыну Огастеса, спроектировать пристройку, чтобы превратить здание в собор. Пьюджин возвёл нынешний неф, который был открыт в 1864 году и посвящён Непорочной Деве Марии и святому Фоме Кентерберийскому. Впечатляющие витражи с изображением святого Петра и других местных святых, таких как Эдуард Исповедник и Томас Бекет, были изготовлены Джоном Хардманом из Бирмингема в 1860-х годах.
В таком виде собор оставался до 1948 года, когда епископ Лео Паркер решил расширить западную часть собора, для чего пришлось снести часть часовни Святого Андрея. Уцелевшая часть часовни, включая оригинальный алтарь, теперь находится в ризнице и зал капитула. Строительные работы были завершены семь лет спустя, в 1955 году. Курировал перестройку архитектор Альберт Герберт, который также возвёл трансепты и башню.
В 1998 году было переоборудовано святилище. В часовне Святого Причастия был установлен новый витраж по проекту Джозефа Наттгенса, чья работа также представлена в Виндзорском замке; оригинальные скамьи священнослужителей для хора из главного алтаря были перенесены в зал капитула; была заменена кафедра (или трон епископа) на более сочетающуюся с стоящим за ней триптихом Святого Духа. В соборе установлены два органа.